# Sonqor (ort)
Sonqor (persiska: سنقر, سونقور, سَنقُر) är en ort i Iran.   Den ligger i provinsen Zanjan, i den nordvästra delen av landet, 300 km väster om huvudstaden Teheran. Sonqor ligger 1 852 meter över havet och antalet invånare är 175.
Terrängen runt Sonqor är platt åt sydväst, men åt nordost är den kuperad.Runt Sonqor är det ganska glesbefolkat, med 47 invånare per kvadratkilometer. Närmaste större samhälle är Zarrīnābād, 16,7 km söder om Sonqor. Trakten runt Sonqor består i huvudsak av gräsmarker.